# Chrystologia sensu
Chrystologia sensu – kierunek teologiczny chcący ukazać wagę wydarzenia Chrystusa oraz interpretować historię, świat i los człowieka w jego perspektywie.
Wedle chrystologii sensu jedna konkretna postać, żyjąca w bardzo konkretnym czasie i przestrzeni, nadaje sens wszystkim nawet najbardziej ogólnym wydarzeniom. W osobie tej najpełniej wypowiedział się Bóg. To Chrystus nadaje sens całej historii. Chrystus jest ośrodkiem, punktem czasu, z którego blask pada na wszystko, a w filozofii antycznej ogólne idee usensowniały drobne wydarzenia. Aby nadać sens ludzkiemu cierpieniu, w kategorii filozofii antycznej, potrzeba było platońskiego namysłu. Dla chrześcijanina cierpienie ma sens, dlatego że cierpiał Chrystus. Sens, jaki się rozlewa na świat płynie nie z idei ogólnych, nie z pomysłu ludzi, ale z ukonkretnionego Boga. To Chrystus jest źródłem sensu. Pytanie o sens tak naprawdę jest pytaniem o Boga.